# Васильев, Алексей Александрович (1811)
Алексей Александрович Васильев (1810 или 1811 — 1879) — русский художник-портретист.

## Биография
Родился в дворянской семье; датой рождения указывается 8 июня1810 года и 8 июля 1811 года.
По некоторым данным, с 1828 по, приблизительно, 1832 год, являлся учеником А. Г. Венецианова. Окончил Императорскую академию художеств. В 1833 году получил звание свободного (неклассного) художника, в 1839 году был  утверждён «назначенным» в академики, а в 1845 году, за «портрет профессора ИАХ А. Е. Егорова», был избран в академики.
С 1852 года и вплоть до смерти преподавал в Рисовальной школе Общества поощрения художеств.
Скончался 8 (20) августа 1879 года в Санкт-Петербурге и был похоронен на Смоленском православном кладбище, вместе с братьями Николаем (1803—1850) и Петром (1806—1868).

## Творчество
Писал портреты, напоминающие по стилистике работы Кипренского, которые отличались психологизмом и изяществом исполнения. Создал галерею портретов своей семьи: отца, брата (?; как минимум, два портрета) и сестры, в браке Аникеевой, один из которых изображает её молодой девушкой, а другой, написанный 30 лет спустя, почти старухой (сегодня оба портрета находятся в коллекции музея «Новый Иерусалим»). Создал также свой «Автопортрет с палитрой и кистями», который отличается легкостью и красотой исполнения. Писал также портреты других лиц, в основном, связанных с военно-морской службой (портреты адмирала С. С. Нахимова и супруги адмирала Н. П. Римского-Корсакова, П. И. Сухотиной).
Поскольку из примерно 10 известных работ художника, все 10 изображают его самого, членов его семьи или друзей, возникает предположение, что Васильев не был коммерчески ориентированным художником, и получал доходы в другой сфере.
Работы Васильева хранятся во всех четырёх ключевых российских государственных художественных музеях:  Государственном Эрмитаже, Государственном Русском музее, Государственном музее изобразительных искусств имени А. С. Пушкина и Государственной Третьяковской галерее.
- Портрет А. В. Васильева, отца художника. 1839, Государственный музей изобразительных искусств имени А. С. Пушкина, Москва
(дар А.В. Краутера).
- Портрет Алексея Егоровича Егорова, за который Васильев получил звание академика. 1845, Музей Российской академии художеств, Санкт-Петербург.
- Портрет Е.А. Аникеевой, сестры художника, в молодости. 1839, Музей «Новый Иерусалим», Истра, Московская область.
- Портрет Е.А. Аникеевой, сестры художника, в старости. 1864, Музей «Новый Иерусалим», Истра, Московская область.
- Портрет вице-адмирала Николая Александровича Васильева, брата (?) художника. 1839, Музей В. А. Тропинина и московских художников его времени, Москва.
- Портрет вице-адмирала Николая Александровича Васильева, брата (?) художника. 1832, Государственный музей изобразительных искусств имени А. С. Пушкина, Москва.
- Портрет вице-адмирала С. С. Нахимова, брата П. С. Нахимова. 1864, Государственный Эрмитаж.
- Портрет Поликсены Ивановны Римской-Корсаковой, урождённой Сухотиной (1815—1848), супруги вице-адмирала Николая Петровича Римского-Корсакова (1793 – 1848). 1846, Государственная Третьяковская галерея.